# Seres Group
Seres Group (赛力斯集团股份有限公司) (voorheen bekend als Sokon Group of Chongqing Sokon Industry Group Co., Ltd ,重庆小康工业集团股份有限公司) is een Chinese autofabrikant opgericht in september 1986 met hoofdkantoor in Chongqing, China.
Het bedrijf is begonnen als fabrikant van onderdelen voor huishoudelijke apparaten en schokdempers, maar produceert tegenwoordig ook auto's, motoren en bedrijfsvoertuigen, maar ook schokdempers en verbrandingsmotoren. In 2022 werd de naam van het bedrijf gewijzigd van Sokon Group naar Seres Group. Het bedrijf opereert via zijn dochterondernemingen Seres, Seres Hubei, XGJAO Motorcycle en Yu'an Shock Absorber Company.
Hoewel Chinese autofabrikanten ofwel staats- of particulier bezit zijn, bestaan de aandeelhouders van Seres uit particuliere investeerders, een lokale overheidsinstantie en een staatsbedrijf.
De naam Seres is afgeleid van het Oudgriekse woord "Σῆρες" wat "China" betekent.

## Merken en producten

### Seres
Seres is een merk elektrische voertuigen dat op de markt wordt gebracht door Seres Group. Sinds 2023 is het merk Seres een exportmerk geworden, terwijl AITO een merk is geworden dat uitsluitend voor de binnenlandse markt bestemd is.

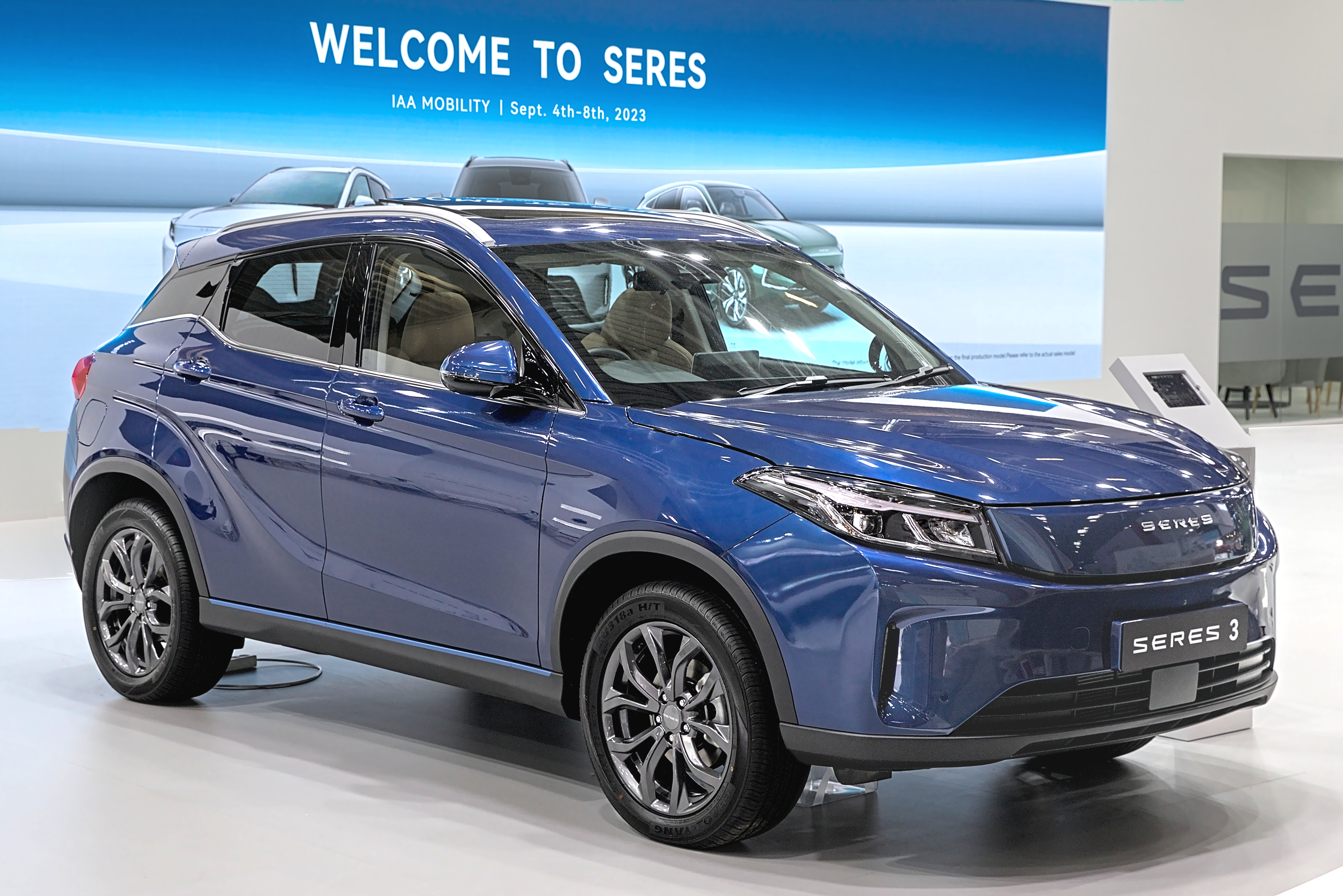
Serie 3
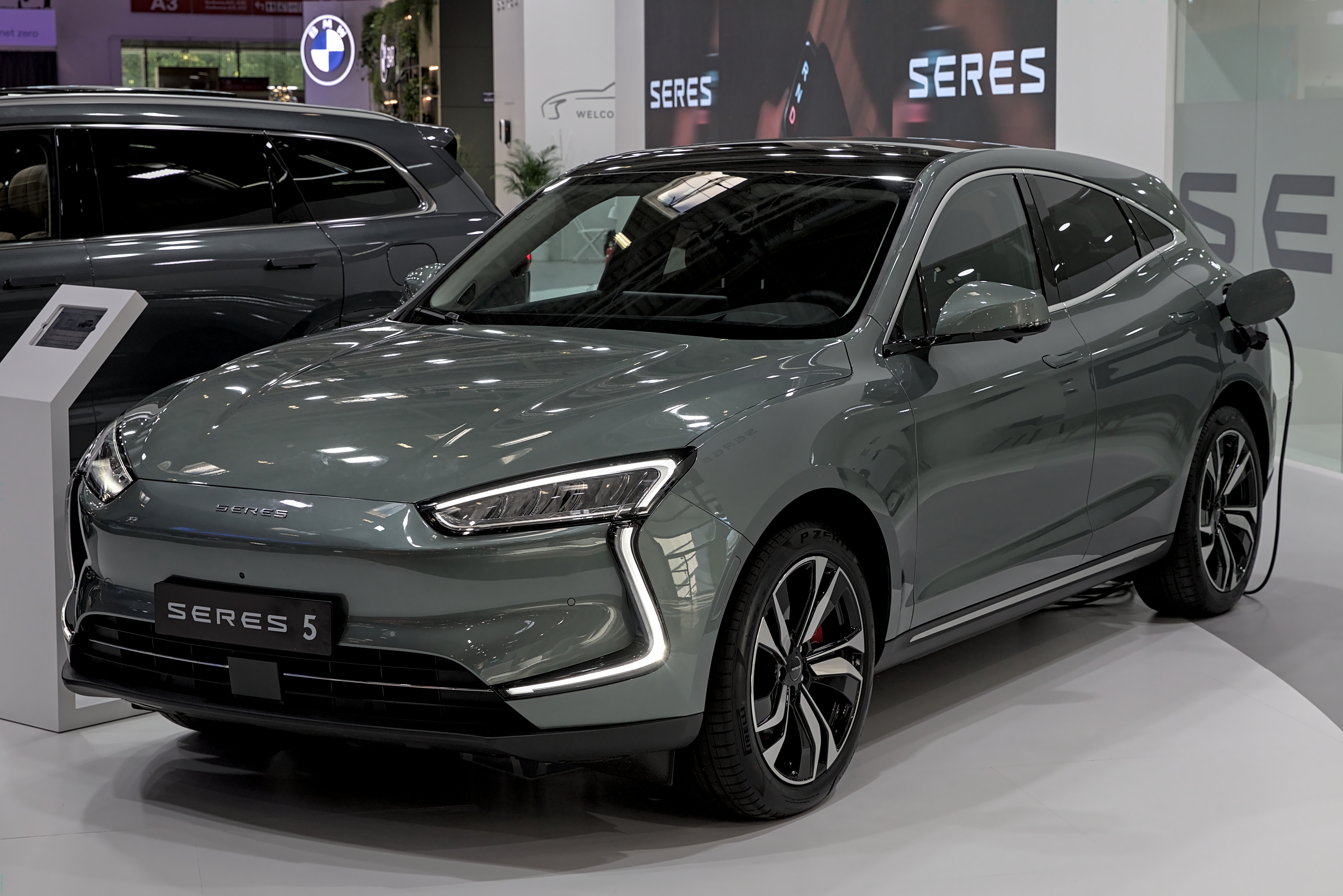
Serie 5
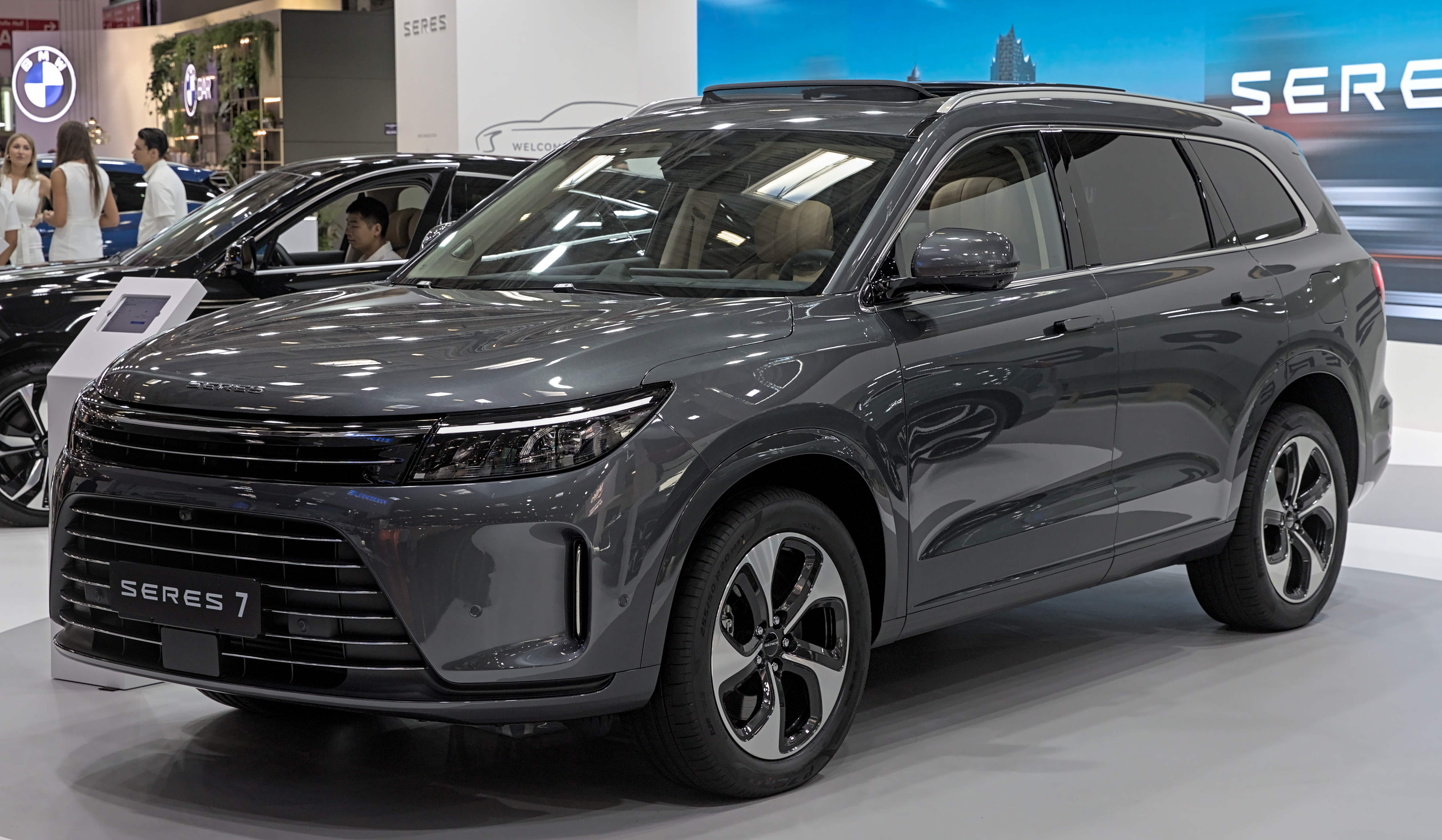
Serie 7

### AITO
AITO is een merk dat Seres Automobile samenwerkt met Huawei voor slimme elektrische voertuigen. Huawei is leidend in het ontwerp van AITO-modellen, terwijl Seres de productie voor zijn rekening neemt. Het handelsmerk AITO was eigendom van Seres, maar werd in juni 2023 verkocht aan Huawei.

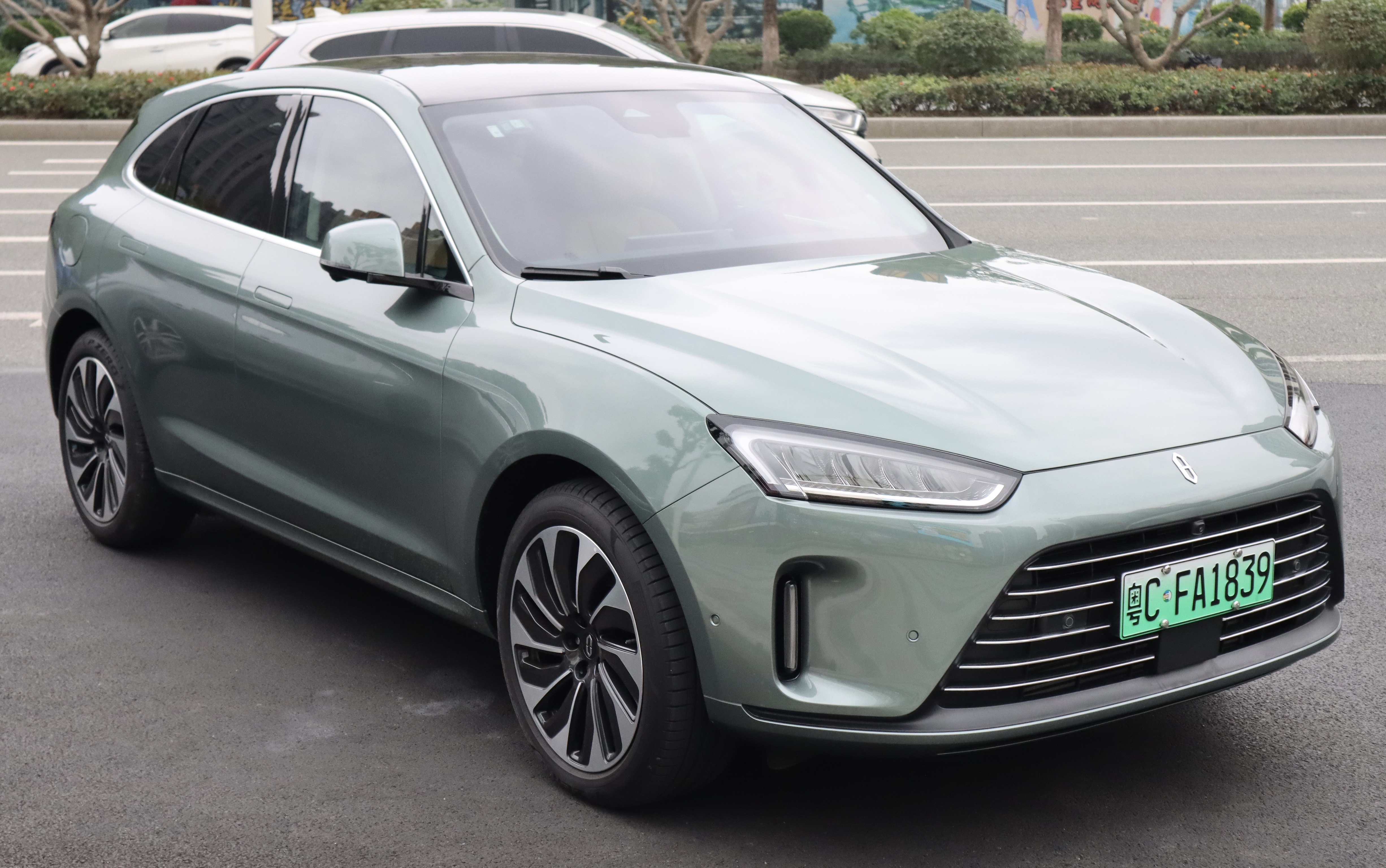
AITO M5
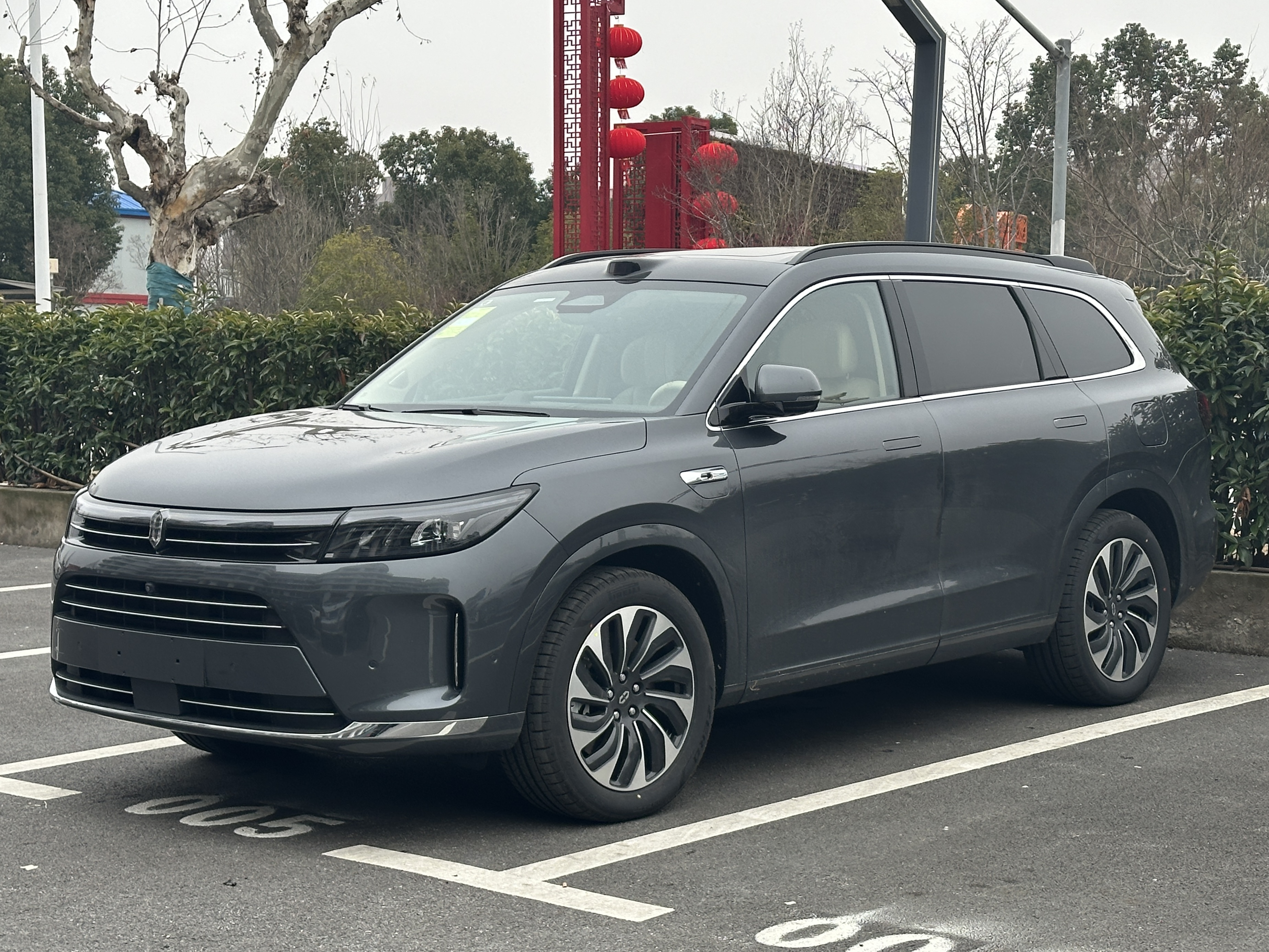
AITO M7
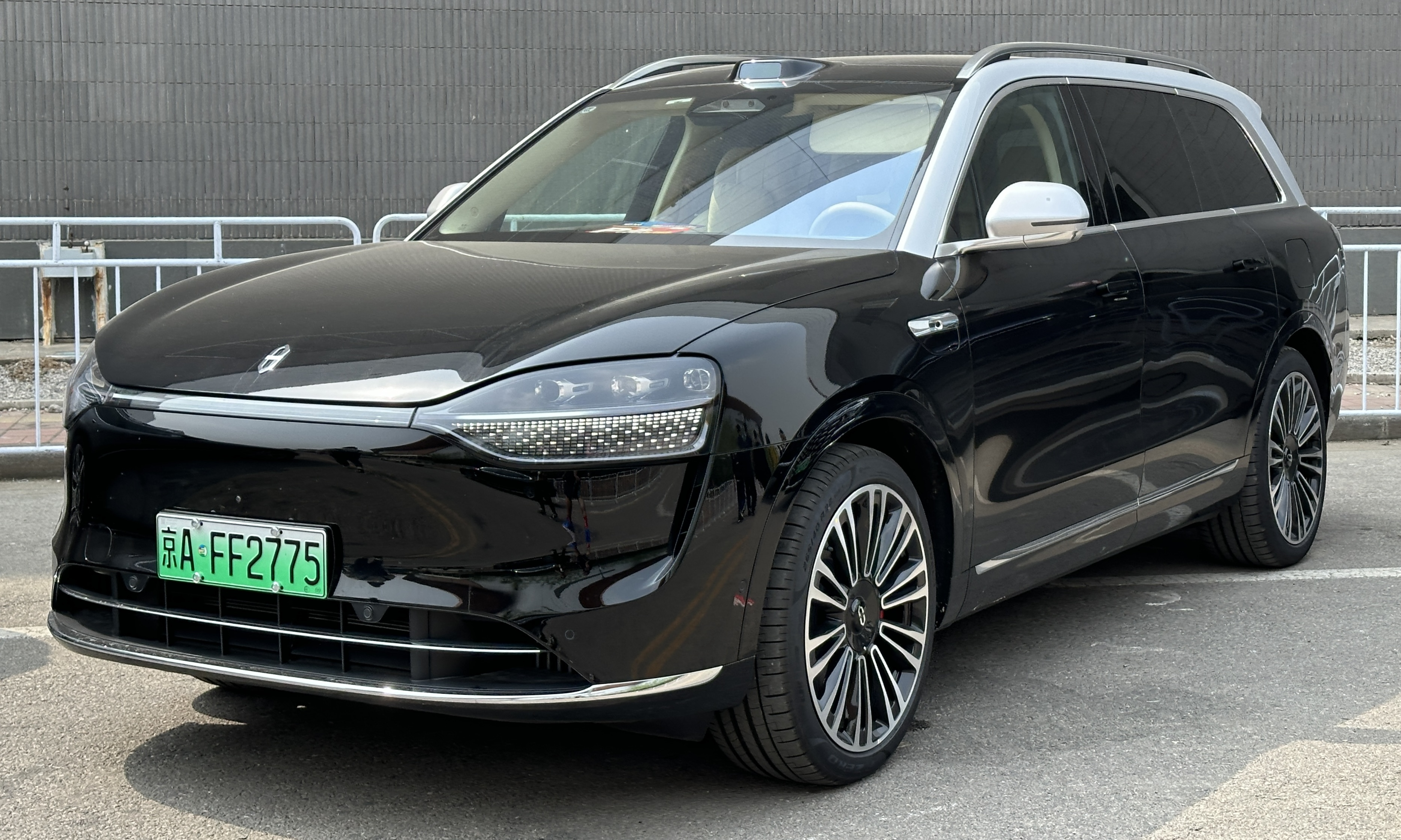
AITO M9

### Landian
Landian is het merk van Seres voor budgetvriendelijke elektrische voertuigen, dat in maart 2023 werd onthuld. Het woord landian betekent letterlijk 'blauwe elektriciteit' (蓝电) in het Chinees.

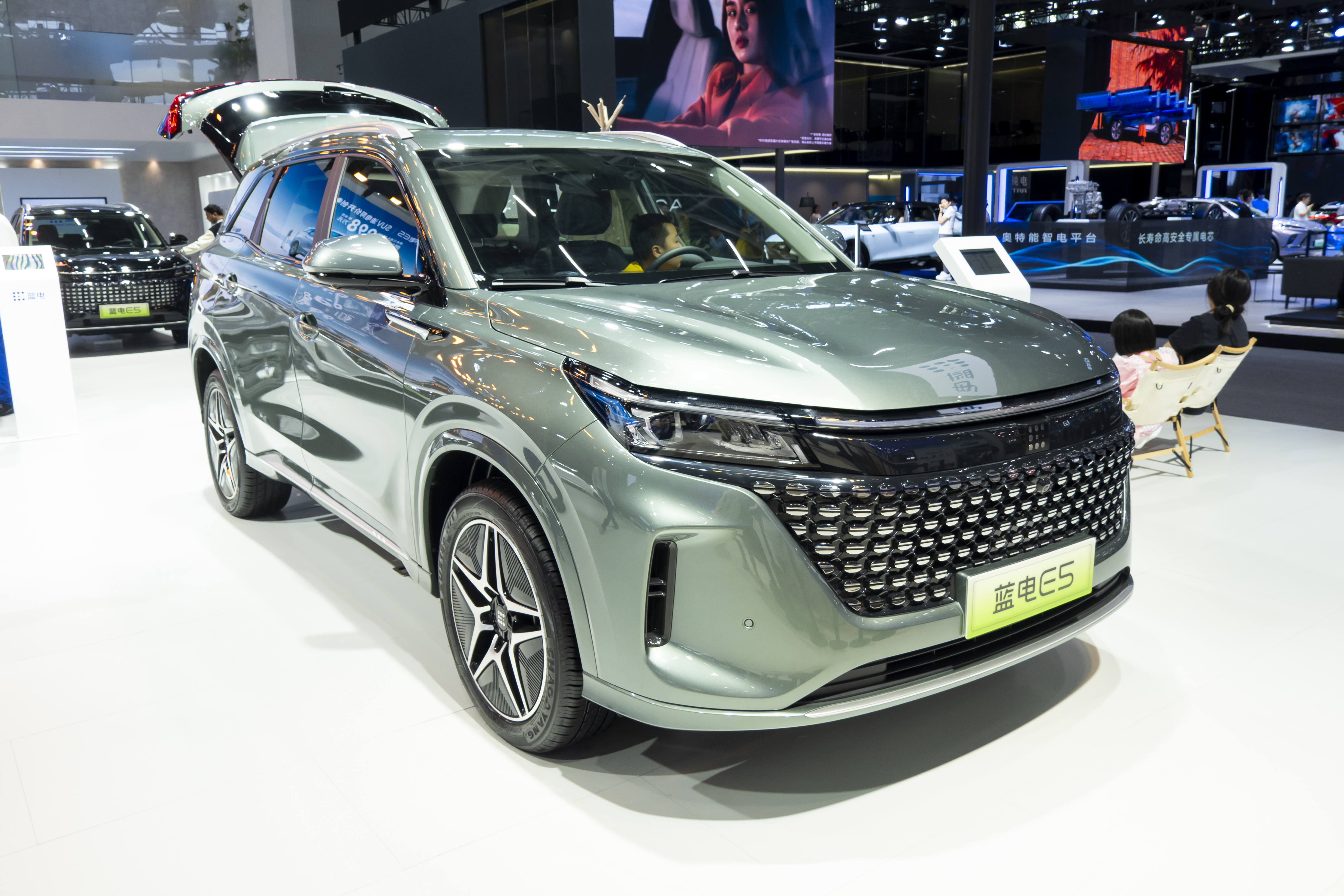
Landian E5

### Fengon
Fengon (of DFSK Glory voor buitenlandse markten), voorheen bekend als Dongfeng Fengguang (东风风光), is het merk van Seres dat personenauto's produceert. Het merk Fengon werd opgericht in 2008 en richt zich op betaalbare, compacte MPV's en SUV's. Het was een joint venture-merk met Dongfeng Group totdat het in 2022 volledig werd overgenomen door Seres Group.

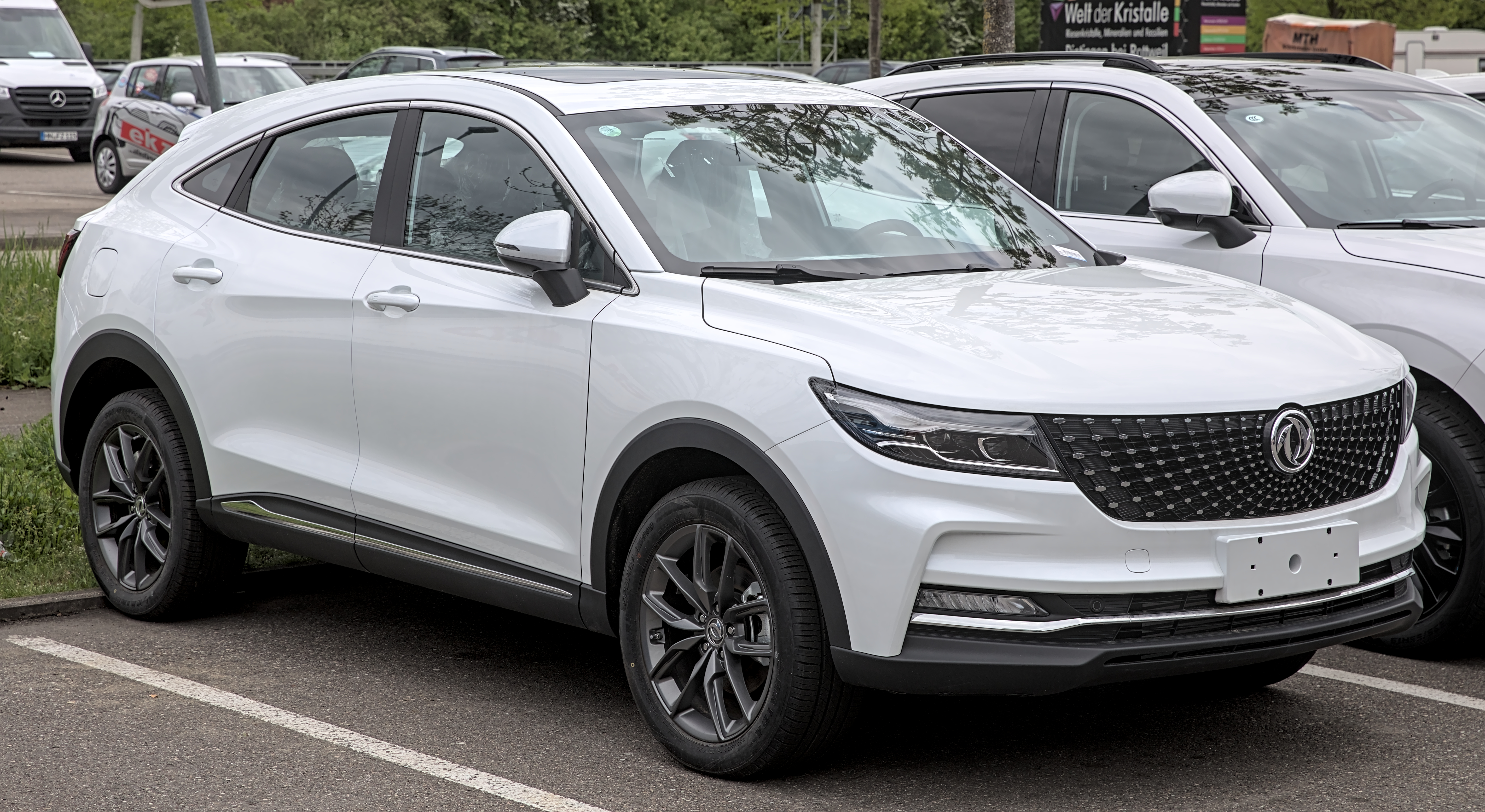
Fengon ix5
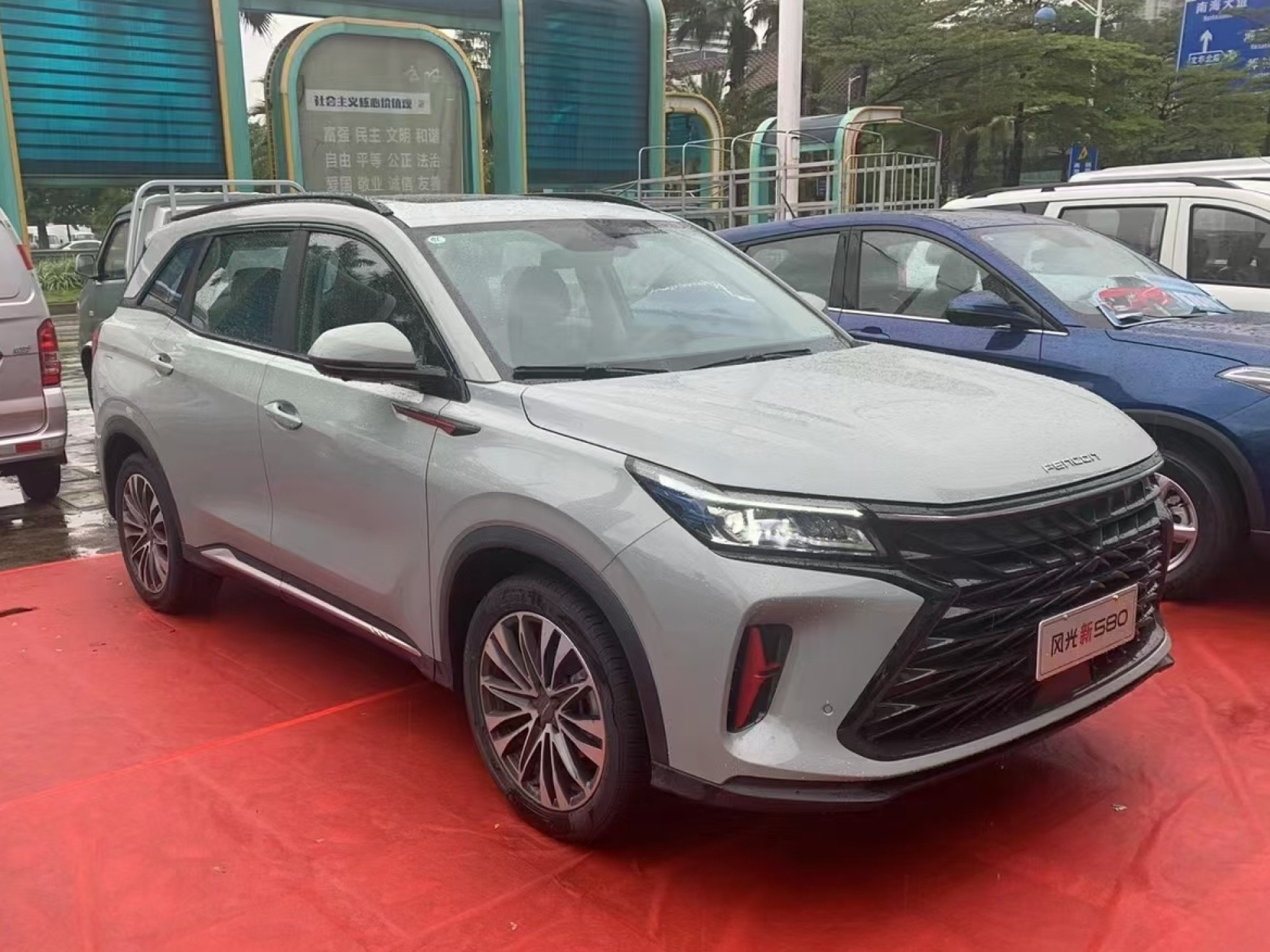
Fengon 580
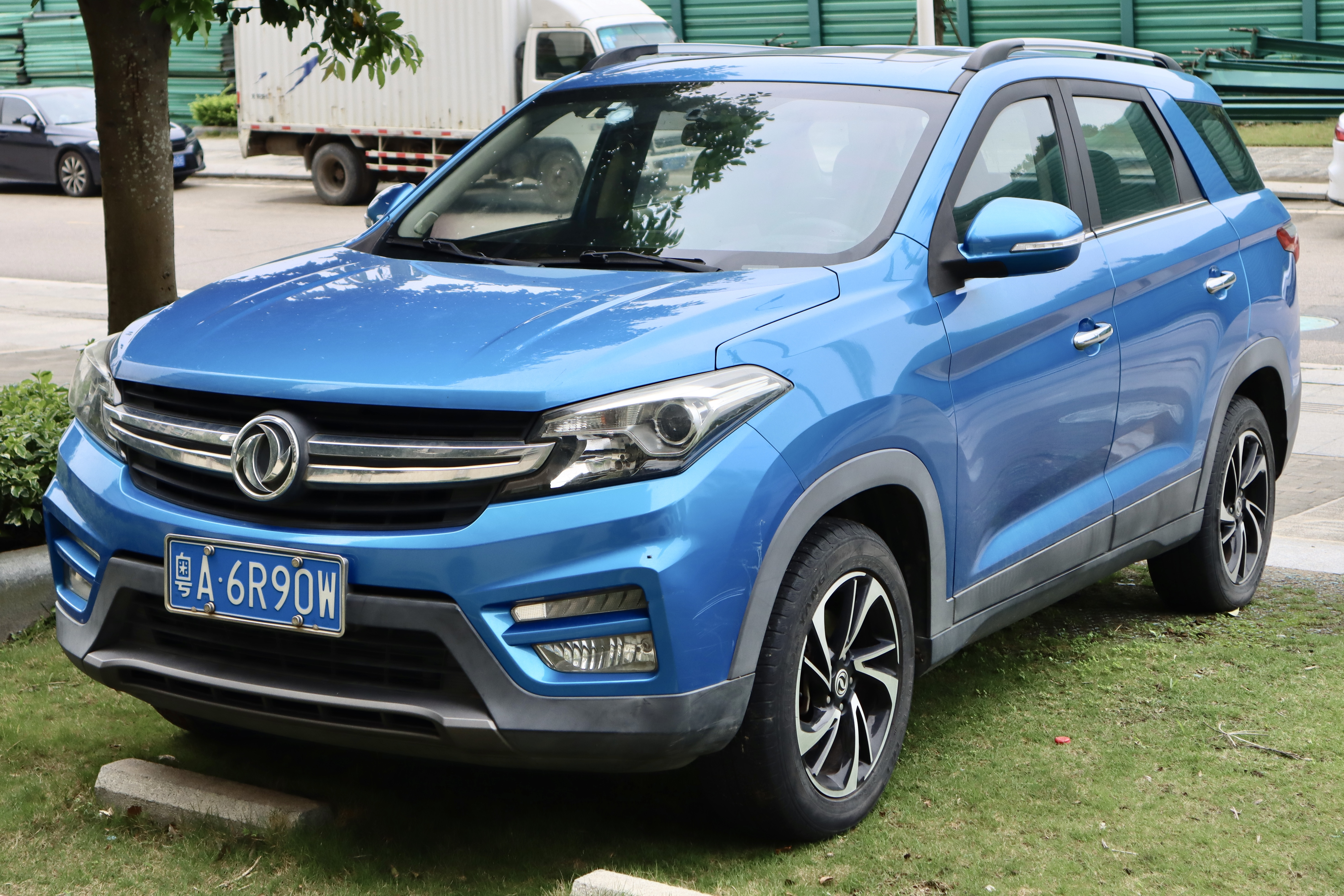
Fengon S560
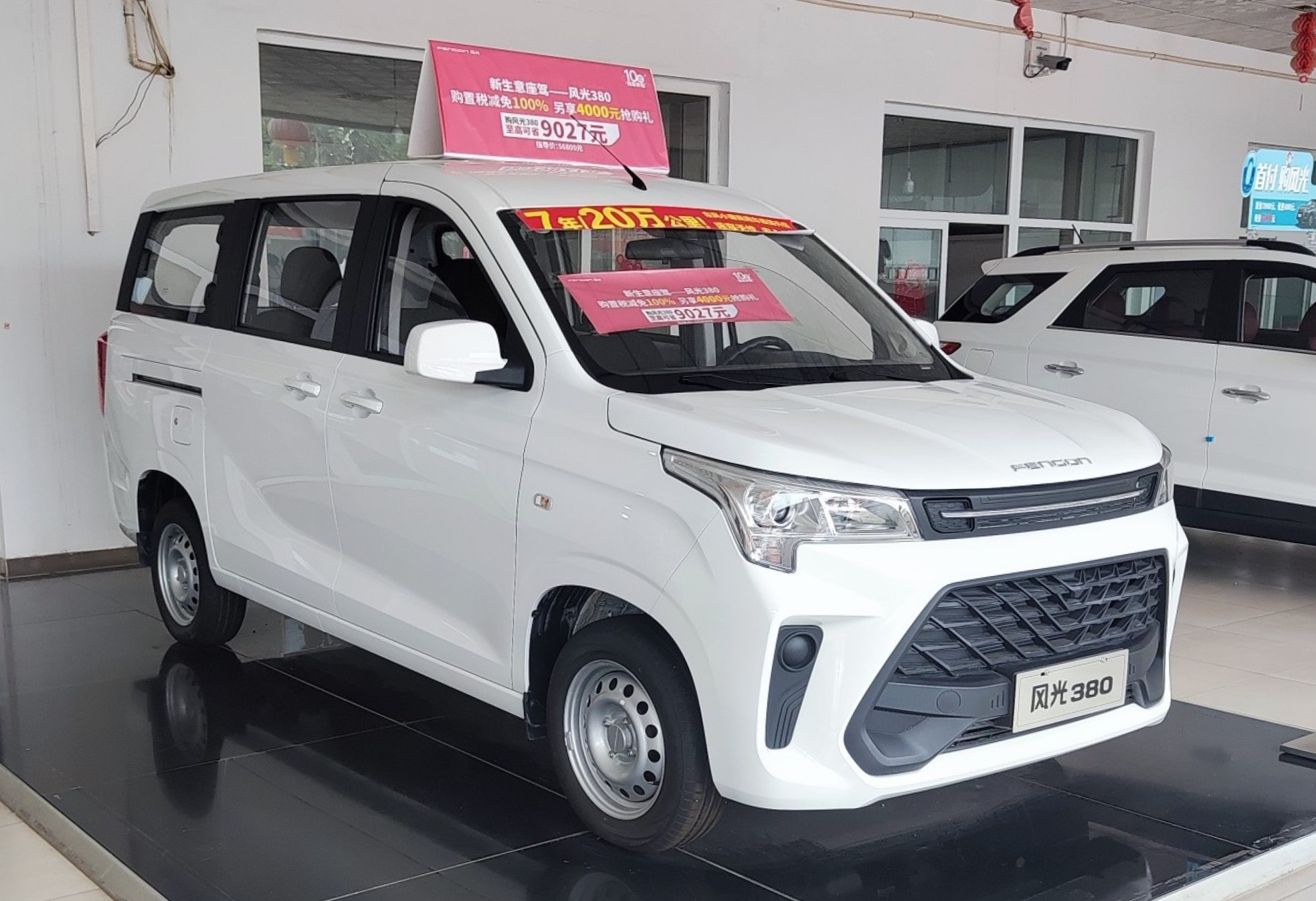
Fengon 380
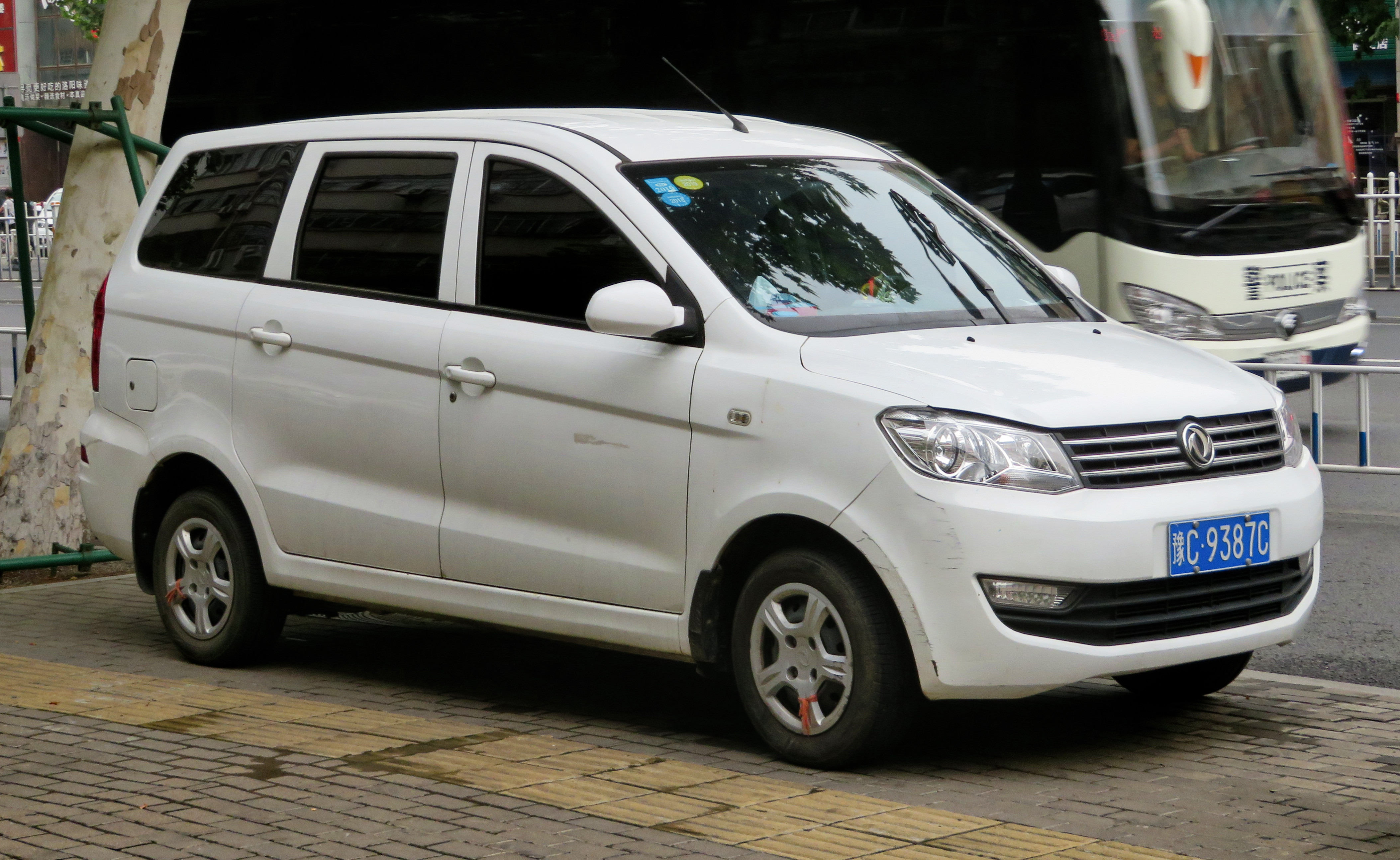
Fengon 330
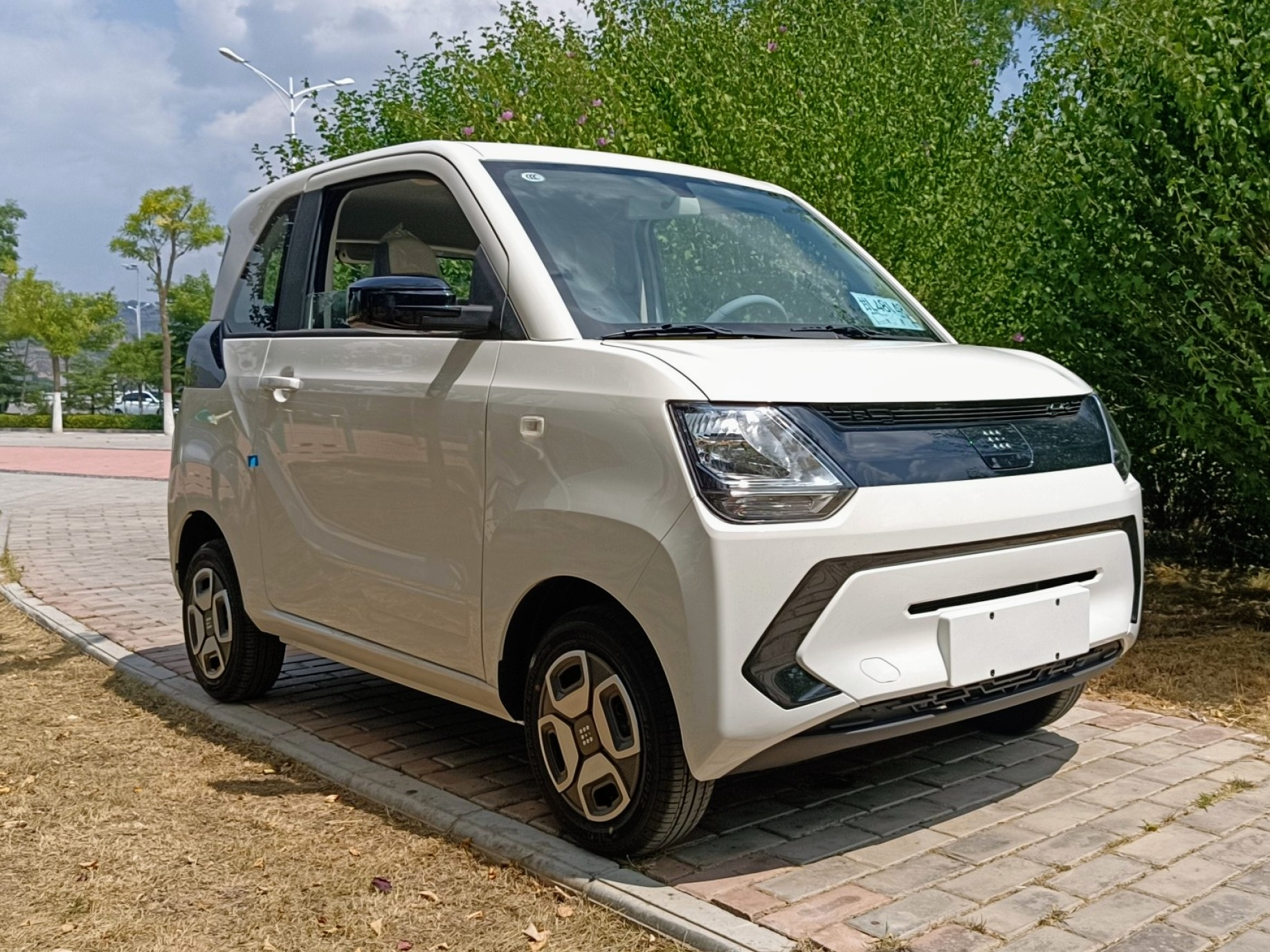
Fengon Mini EV

### DFSK / Dongfeng Sokon
DFSK (afkorting van Dongfeng Sokon) is een merk van Seres dat lichte bedrijfsvoertuigen produceert. Het was een joint venture-merk met Dongfeng Group totdat het in 2022 volledig werd overgenomen door Seres Group.

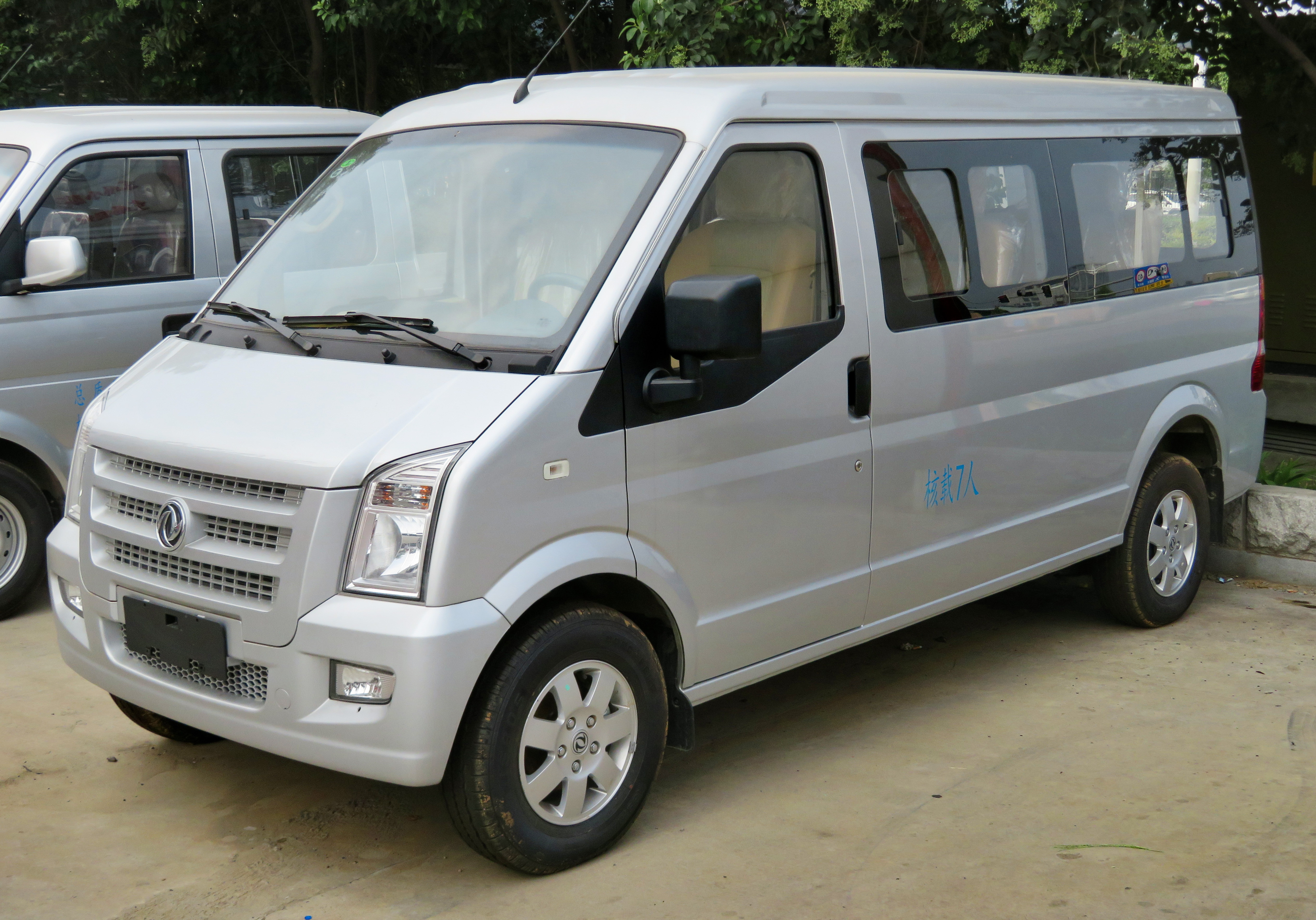
Sokon C-serie
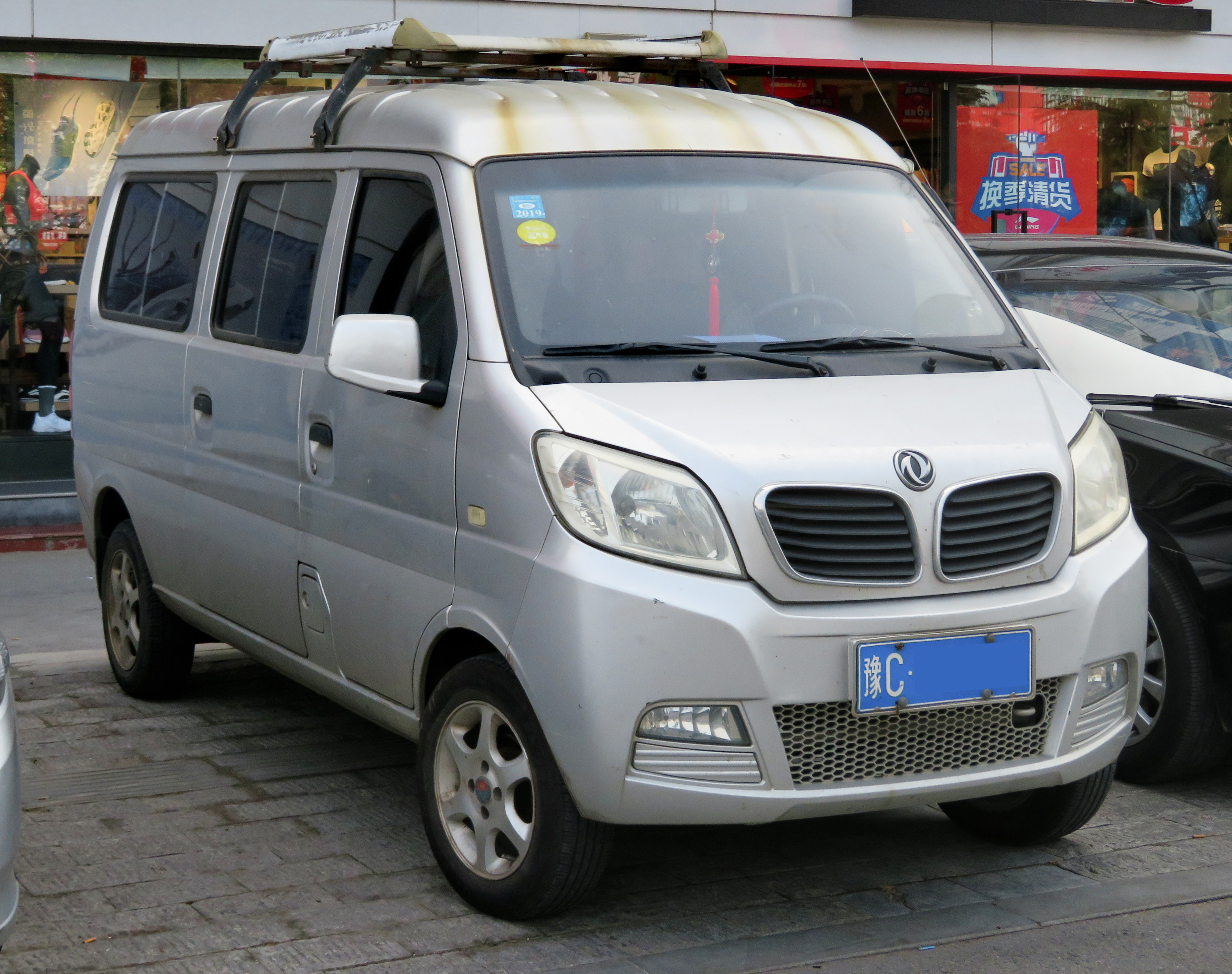
Sokon K-serie
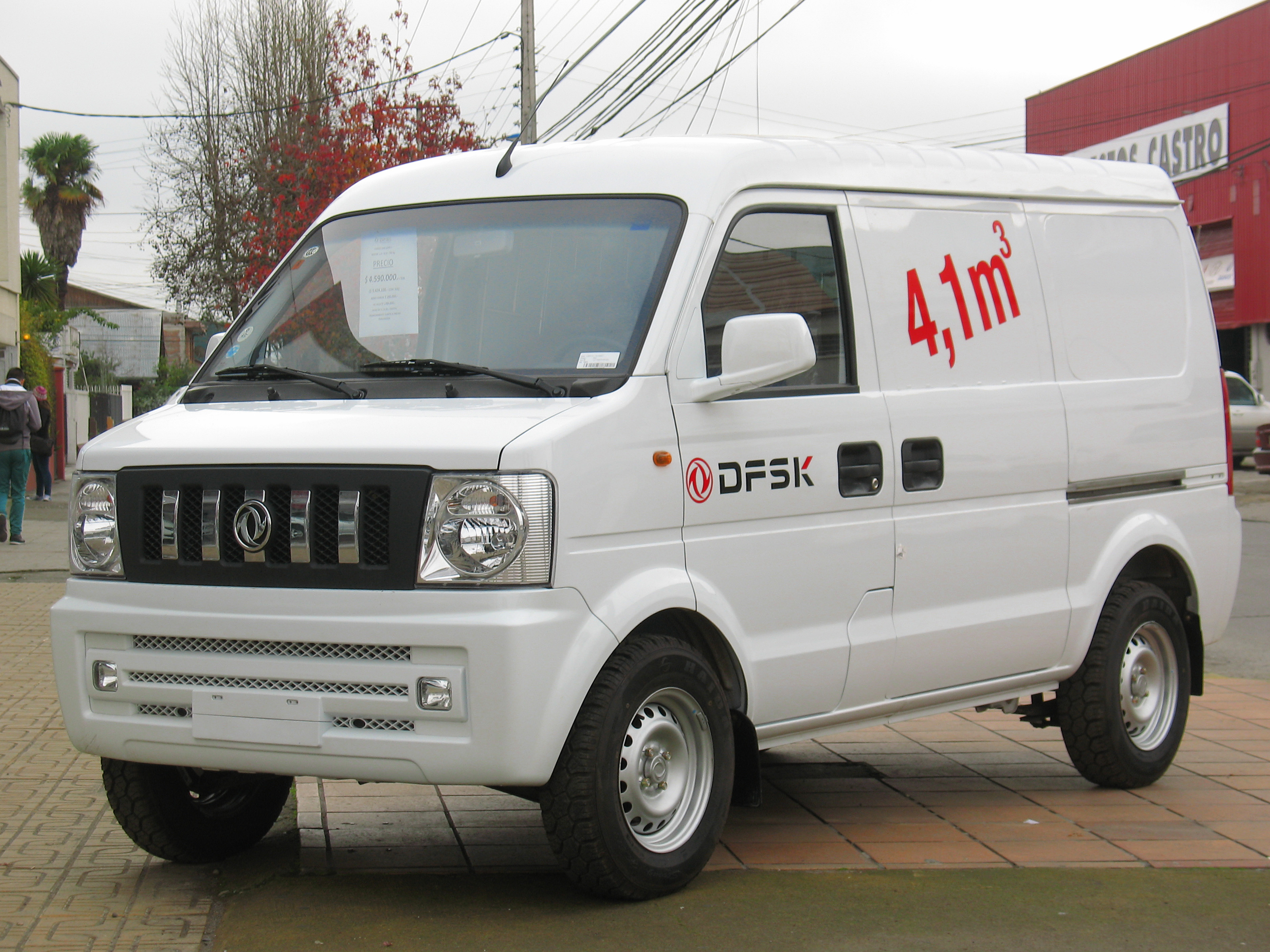
Sokon V-serie

### Ruichi
Chongqing Ruichi Automobiles werd opgericht in september 2003. Het bedrijf is een volledig gefinancierde dochteronderneming van de Chongqing Sokon Group voor puur elektrische bedrijfsvoertuigen.

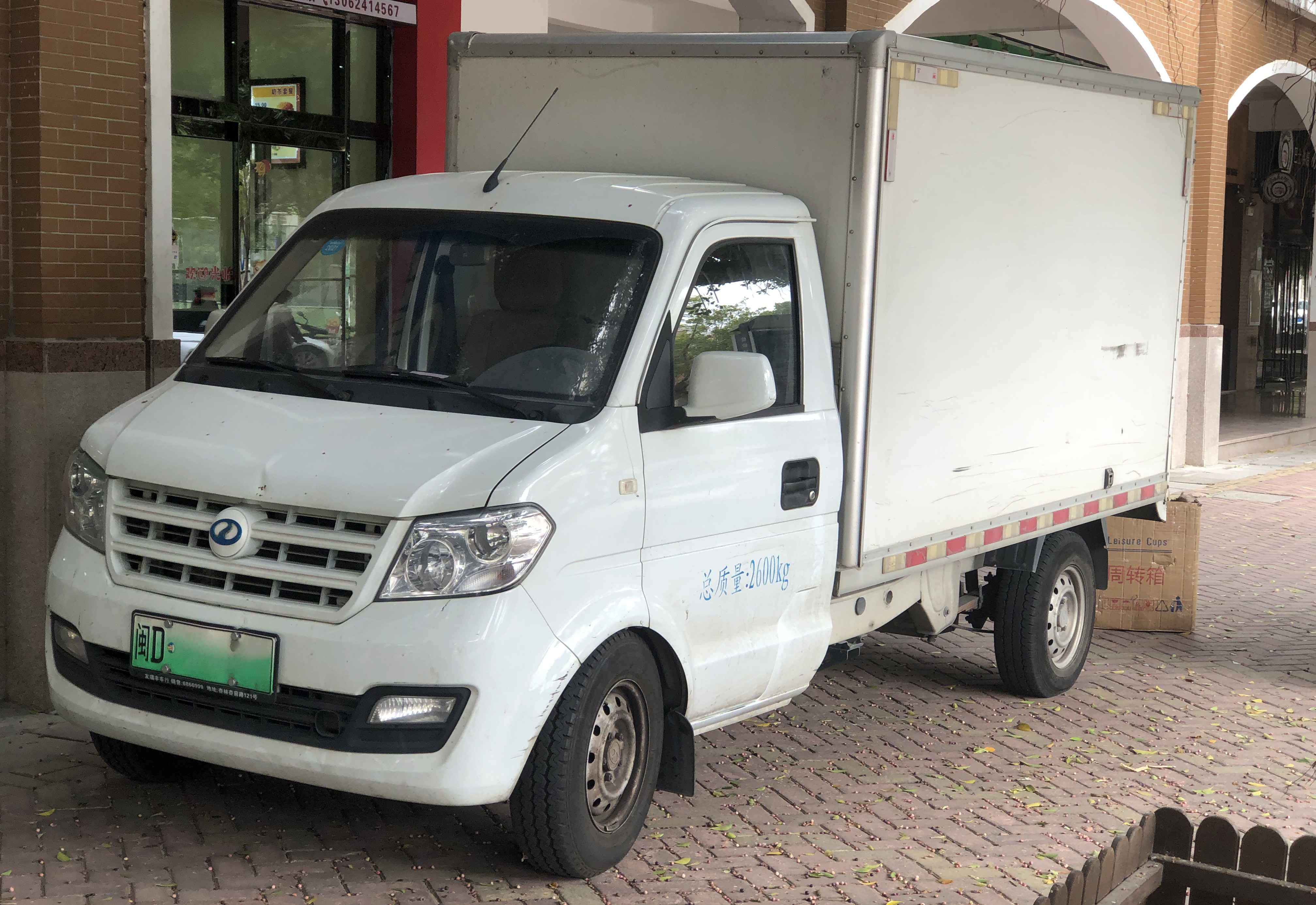
Ruichi EC31
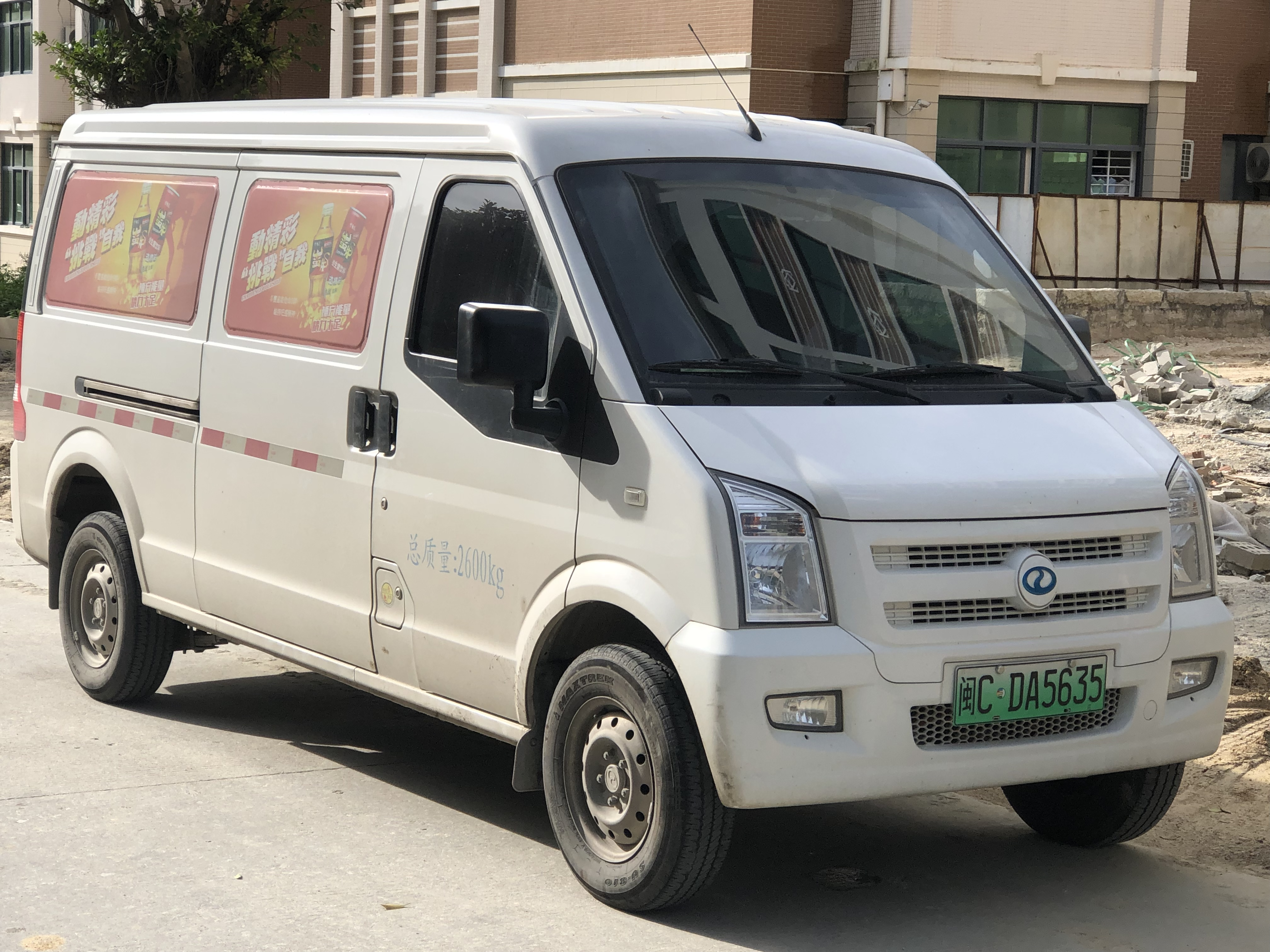
Ruichi EC35
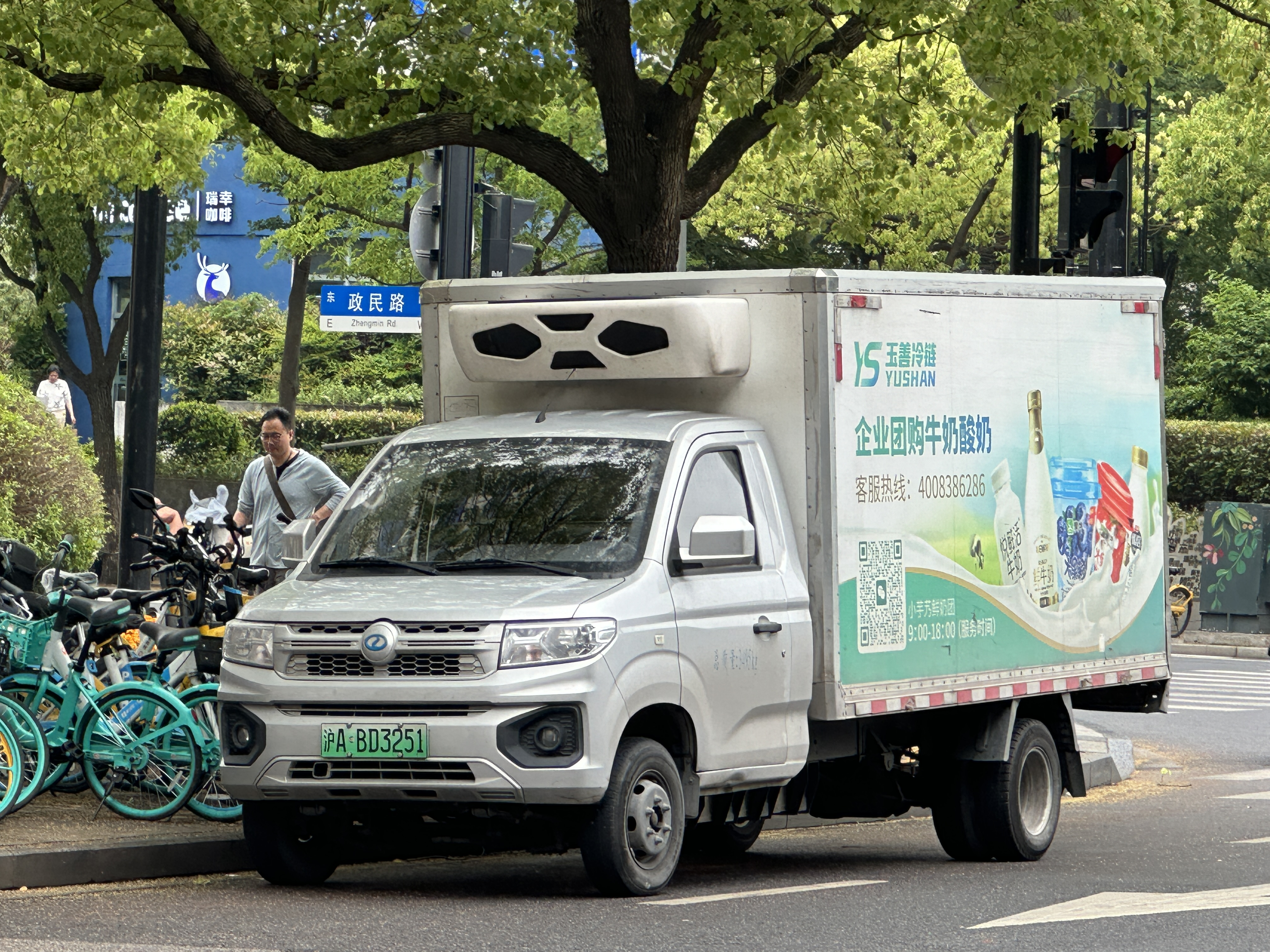
Ruichi ED71
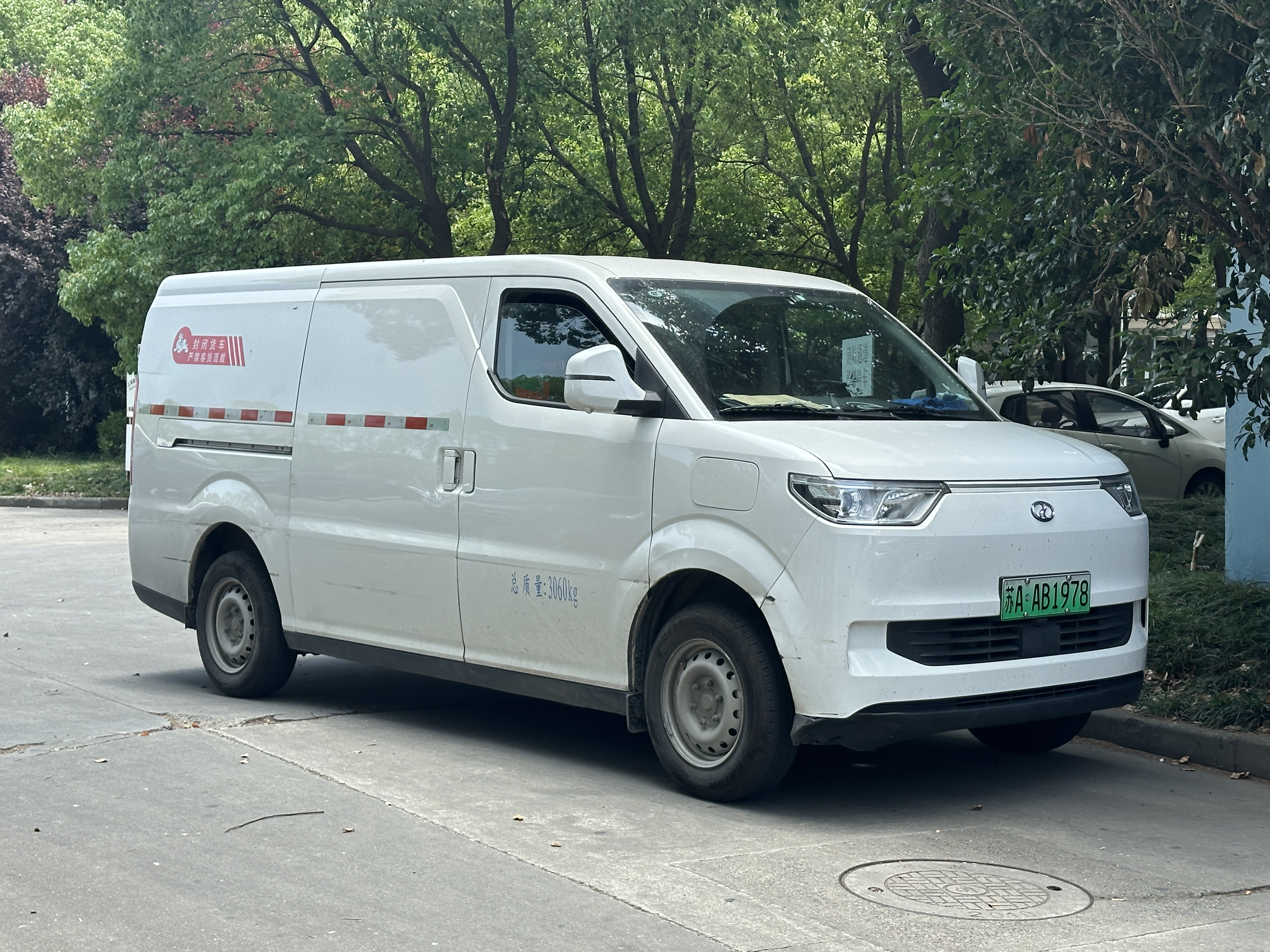
Ruichi EC75

Aiways · 
BAIC (Foton) · 
Brilliance · 
BYD · 
Changan · 
Chery · 
Denza · 
Dongfeng · 
FAW (Hongqi) · 
Geely (Lynk & Co · Zeekr) · 
Great Wall Motor · 
Hozon · 
Leapmotor · 
Li Auto · 
NIO · 
SAIC · 
Seres (AITO) · 
Xiaomi · 
XPeng